# District de Hwacheon
Le district de Hwacheon est un district de la province du Gangwon, en Corée du Sud.